# Шереметев, Владимир Алексеевич
Влади́мир Алексе́евич Шереме́тев (17 (29) мая 1847, Москва — 17 февраля (1 марта) 1893, Санкт-Петербург) — генерал-майор Свиты Его Императорского Величества (1891), командир Собственного Его Императорского Величества конвоя из нетитулованной линии рода Шереметевых.

## Биография
Сын члена «Союза Благоденствия» Алексея Васильевича Шереметева и Екатерины Сергеевны, урождённой Шереметевой. В возрасте десяти лет лишился отца, скончавшегося в 1857 году, главой семьи стала Екатерина Сергеевна. Образование получил домашнее.
На военную службу вступил 17 января 1866 года вольноопределяющимся в Кавалергардский полк, в котором ранее проходили службу старший брат Василий и кузен граф Сергей Шереметевы, который позднее писал в своих воспоминаниях: «… обучались в особой юнкерской команде под наблюдением Трегубова и под главным начальством Гревса. Эта юнкерская команда состояла из многих лиц, тут были князь В. Н. Гагарин, В. А. Шереметев, Н. Свиньин, М. Эспехо, Б. Колемин, И. Мальцев, А. Войцехович. …Владимиру Шереметеву многое прощалось ради его лихости и сходства с братом Василием. В нём видел Гревс как бы возрожденного „Васю“, а некоторые шалости были рискованны. Так, однажды, будучи юнкером, проехался он по набережной, стоя на карете, и много было таких необычайных происшествий, кончавшихся благополучно». Корнет (7 февраля 1868), поручик (28 марта 1871) лейб-гвардии Гусарского полка. Вышел в отставку 26 ноября 1872 года, вернулся на службу 12 января 1874 года. Штабс-ротмистр (30 августа 1875). В 1877 году Владимир Алексеевич серьёзно разбился о камни, упав с лошади. К. П. Победоносцев сообщал в письме от 23 сентября графу С. Д. Шереметеву: «О Владимире Шереметеве сказывала Цесаревна, что ему лучше и есть надежда, что он восстановится. Дай-то Господи!» Принимал участие в кампании 1877—78 годов. 30 августа 1878 года получил чин ротмистра , полковник — 30 августа 1880, 2 марта 1881 года назначен флигель-адъютантом.
С 30 августа 1887 года — командир Собственного Его Императорского Величества конвоя. Шереметев сопровождал императорскую семью в поездке в октябре 1888 года, когда произошло крушение поезда. Императрица Мария Фёдоровна 6 ноября 1888 года писала брату Георгу: «… но самое ужасное произошло с Шереметевым, который был наполовину придавлен. Бедняга получил повреждение груди, и ещё до сих пор окончательно не поправился; один палец у него был сломан, так что болтался, и он сильно поранил нос».
Благодаря своим родственным связям и браку с внучкой императора Николая I, Владимир Шереметев оказался в ближайшем окружении Александра III и его семьи. Подобная близость вызывала недовольство как членов императорской семьи, так и придворных. Называя Шереметева в своих воспоминаниях «аничковским фаворитом», А. А. Половцев писал: «… К сожалению, государь окружён людьми, желающими конфисковать его в свою исключительную собственность для своих личных целей. Во главе таких лиц, по моему мнению, стоят два Володи, Оболенский и Шереметев, с жёнами. Они стараются оттереть от государя даже ближайших его родственников». Двоюродный брат Владимира Алексеевича — граф С. Д. Шереметев — отмечал: «Меня коробил образ действий, злоупотребление царским именем, занос Влад[имира] Шереметева, замашки т[ак] наз[ываемого] „Бобби“ Шувалова, увлечение большинства…»
В 1879 году Шереметев приобрёл особняк на Английской набережной и начал строительство в семейном имении Покровское на берегу реки «целой огромной деревянной усадьбы, от которой потом не осталось и следа». Супруги жили широко, проводя много времени заграницей, и вскоре их материальное положение ухудшилось. В 1885 году Половцев записал слова великого князя Владимира Александровича: «Шереметев промотал всё состояние жены своей, и оба отправляются жить в Москву, получая от Евгении Максимилиановны Ольденбургской по 2 тысячи рублей в месяц». Шереметевым пришлось обратиться за субсидиями из императорской казны и сдать особняк в аренду. С 1882 года флигель-адъютант Владимир Алексеевич Шереметев с супругой поселились в Гатчинском дворце, где за ними закреплялась квартира: четыре комнаты у Мраморной лестницы.
Пытаясь вернуть былое благополучие, Владимир Алексеевич осуществлял разные денежные предприятия. Кроме обвинений в том, что Шереметев использовал дружбу императора, а особенно императрицы, в своих интересах, в том, что они с женой «живут на хлебах у принцессы Евгении Максимилиановны», Половцев рассказывает историю, случившуюся с С. П. фон Дервизом: «Государя в особенности возбуждает всё тот же гр. Шереметев, который заключил с неким таким же известным мошенником нотариусом Маляхинским условие о разработке серебряных руд в Семипалатинске; условие было весьма разорительно и угрожало несостоятельностью Шереметеву, который сумел уговорить Дервиза заменить его, Шереметева, в договоре с Маляхинским. Со времени такой замены Дервиз потерял в этом деле более 200 тыс. и, вероятно, и потеряет ещё очень много, но одновременно приобрёл в Шереметеве союзника, с коим дружба покоится на металлических связях».
Племянник Шереметева, граф В. В. Мусин-Пушкин, отзывался о родственнике, как о добром человеке: «… резко отличительной чертой всей семьи была выдающаяся, активная, вечно ищущая применения доброта, главными выразителями которой были старший брат моей матери Василий и младший Владимир Алексеевичи, достигшие в этом отношении уже степеней праведности».
30 августа 1891 года Шереметев произведён в генерал-майоры с назначением в свиту Его Величества.
Владимир Алексеевич Шереметев скончался 17 февраля (2 марта) 1893 года и был похоронен в семейном имении в селе Покровское-Шереметьево Рузского уезда Московской губернии. Через год в Сергиевской церкви Петербурга отслужили панихиду, на которой присутствовали императрица, цесаревич Николай Александрович и великие княжны Ксения и Ольга Александровны.

## Брак и дети

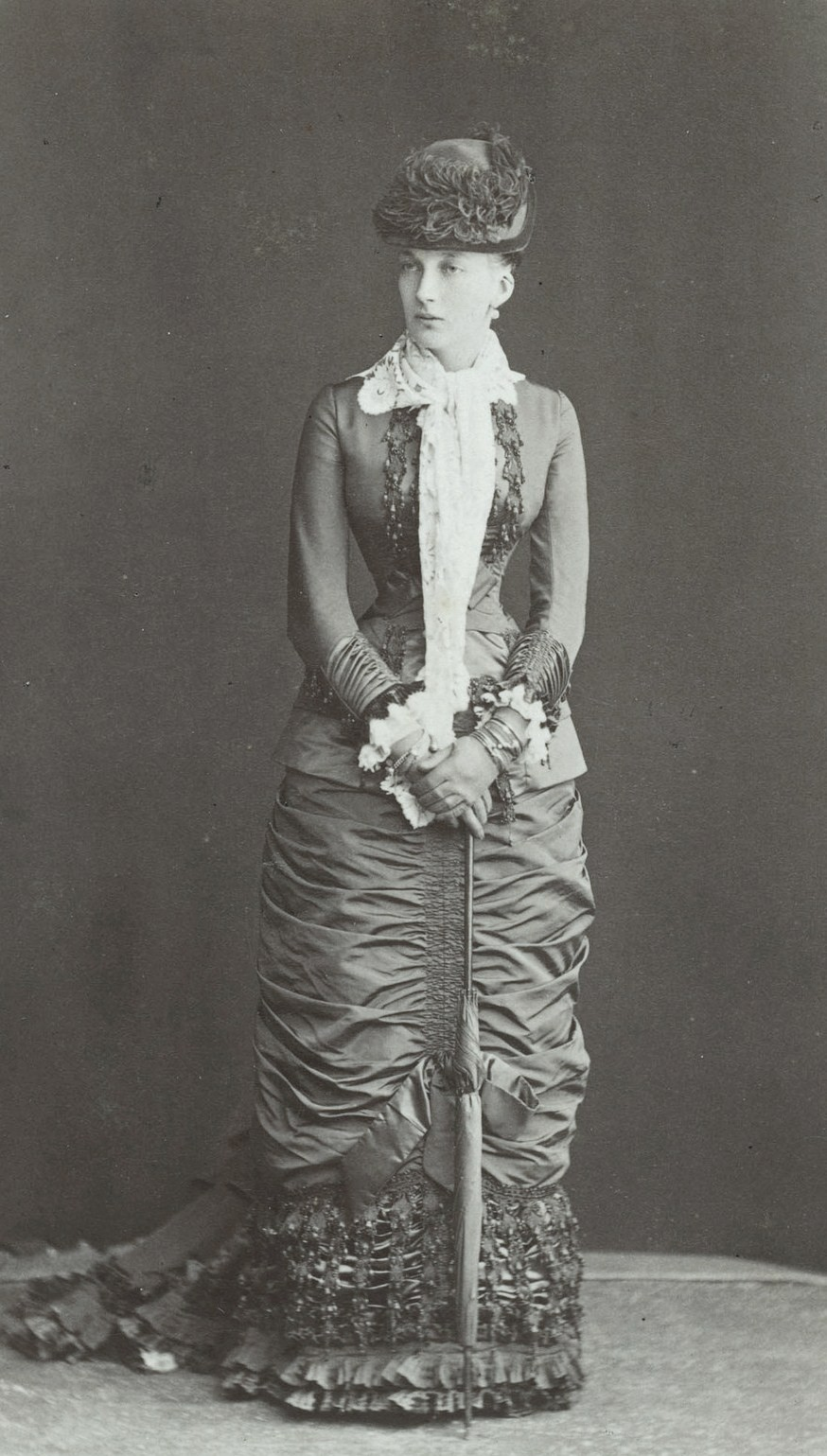
Елена Григорьевна

Жена (с 26 января (7 февраля) 1879 года) — графиня Елена Григорьевна Строганова (21.01.1861—29.01.1908), внучка Николая I, дочь великой княгини Марии Николаевны от морганатического брака с графом Григорием Александровичем Строгановым. На протяжении нескольких лет в неё был пылко влюблен великий князь Константин Константинович, пока не познакомился в 1882 году со своей будущей женой. По словам графа В. В. Мусина-Пушкина, Елена Григорьевна была очень экстравагантная женщина, поражавшая своими туалетами и царскими бриллиантами, внешне величественная, но некрасивая и неженственная, при этом очень светская и неподражаемая собеседница. Овдовев, вышла замуж в 1896 году за казачьего полковника Григория Никитича Милашевича (1855—1918). Похоронена на кладбище Троице-Сергиевой пустыни под Петербургом. Дети:
- Сергей Владимирович (1880—1968) — в эмиграции пользовался фамилией «Шереметев-Строганов», полковник гвардии, военный губернатор Львова (1916—1917). В первом браке (с 24 января 1907 года) женат на графине Александре Александровне Шереметевой (1886—1945), дочери графа А. Д. Шереметева, разведены ок. 1920; во втором — на Стелле Вебер (1888—1969);
- София Владимировна (1883—1955), замужем за флигель-адъютантом Дмитрием Владимировичем фон Деном (1874—1937), сыном Владимира фон Дена.

## Награды
- орден Святого Станислава 3 степени (1875);
- орден Святого Владимира 4 степени с мечами и бантом (1877);
- орден Святого Станислава 2 степени (1880);
- орден Святой Анны 2 степени (1884);
- орден святого Владимира 3 степени (1888);
- датский Орден Данеброг (кавалерский крест) (1875);
- шведский Орден Меча (кавалерский крест) (1875);
- румынский Железный крест (1879);
- датский орден Данеброг (командорский крест) (1882);
- прусский орден Короны (1888);
- черногорский орден Князя Даниила I 2 степени (1890);
- датский орден Данеброг (командор 1 класса) (1892);
- прусский орден Красного орла 2 класса со звездой (1892).

### Комментарии
1. ↑  В ряде источников (например, в книге «Шереметевы в судьбе России: Воспоминания. Дневники. Письма»[2]) годом смерти указывается 1903.
2. ↑  Позднее великая княгиня Ольга Александровна в своих мемуарах ошибочно писала: «Многие из свиты погибли или стали калеками на всю жизнь. … В числе убитых оказался граф Шереметев, командир казачьего конвоя и личный друг императора, но к боли утраты примешивалось неосязаемое, но жуткое ощущение опасности»[6].